# Trofeul Carpați (handbal feminin) - Ediția a 39-a
Competiția din 2005 reprezintă a 39-a ediție a Trofeului Carpați la handbal feminin pentru senioare, turneu amical organizat anual de Federația Română de Handbal cu începere din anul 1959. Ediția din 2005, la care au luat parte patru echipe naționale, a fost găzduită de Sala Sporturilor Horia Demian din orașul Cluj Napoca și s-a desfășurat între 8-10 noiembrie 2005. Câștigătoarea turneului a fost selecționata României.

## Echipe participante
La ediție a 39-a a Trofeului Carpați au luat parte patru reprezentative naționale: România, Azerbaidjan, Croația și Slovacia. O a cincea echipă invitată, cea a Olandei, a informat FRH că nu poate participa.

### România
Pentru meciurile ediției din 2005, selecționerul Gheorghe Tadici a convocat un lot alcătuit din jucătoare din campionatul intern, plus Luminița Dinu și Valentina Elisei, care jucau la echipe din străinătate. Antrenorul secund a fost Dumitru Muși.

#### Lotul convocat
| Portari - Luminița Dinu (RK Krim Ljubljana) - Tereza Tamaș (Silcotub Zalău) - Laura Poenaru (CSM Cetate Deva) Extreme dreapta - Elena Avădanii (Rulmentul Brașov) - Ramona Farcău (Silcotub Zalău) - Dorina Jerebie (CS Tomis Constanța) Extreme stânga - Camelia Balint (Știința Baia Mare) - Valentina Elisei (ŽRK Knjaz Miloš) - Ramona Văduva (CS Tomis Constanța) | Pivoți - Florina Bîrsan („U” Jolidon Cluj) - Corina Demetercă (HCM Roman) - Raluca Ivan (Silcotub Zalău) Coordonatori - Roxana Gatzel (Silcotub Zalău) - Mihaela Tivadar (Rulmentul Brașov) Intermediari dreapta - Alina Petrache (CS Tomis Constanța) Intermediari stânga - Carmen Cartaș (CSM Cetate Deva) - Daniela Crap (Silcotub Zalău) - Adina Meiroșu (Oltchim Râmnicu Vâlcea) |

### Azerbaidjan

#### Lotul convocat
| Portari - Olga Ansari - Ana Ciuhulenko (ABU Baku) - Lala Huseinova Extreme dreapta - Sakinat Abasova (ABU Baku) - Sabina Babaeva (ABU Baku) Extreme stânga - Rumia Hametova (ABU Baku) - Gulnara Naghibekova (ABU Baku) Pivoți - Oxana Șevciuk (ABU Baku) - Naila Cinaeva | Coordonatori - Ekaterina Ruzaeva (Astrahanocika Astrahan) - Marina Tankațkaia (ABU Baku) Intermediari dreapta - Iulia Deriabina (ABU Baku) - Inna Anenko Intermediari stânga - Irina Ahromeeva - Nino Țivțivadze (ABU Baku) - Ekaterina Jijiașvili (ABU Baku) |

### Croația
Croația s-a prezentat la Turneul Carpați cu un lot format din 15 jucătoare, din care au lipsit multe din componentele de bază. Din acest motiv, echipa croată a avut evoluții fluctuante, fiind învinsă de Azerbaidjan și învingând la limită Slovacia. În ultimul meci al turneului, Croația a fost depășită clar de echipa României.

#### Lotul convocat
| Portari - Jelena Grubišić (RK Lokomotiva Zagreb) - Ana Križanac (RK Lipovac Vranjic) - Korina Vučić (ŽRK Zamet Rijeka) Extreme dreapta - Dijana Batelka (Tvin Trgocentar) - Aneta Peraica (RK Lokomotiva Zagreb) Extreme stânga - Marijana Gotal (RK Lipovac Vranjic) - Tea Linić (ŽRK Zamet Rijeka) Pivoți - Irena Džeko (RK Lipovac Vranjic) - Andrea Šerić (Podravka Vegeta) | Coordonatori - Maja Kožnjak (Podravka Vegeta) - Romana Levanić (RK Lokomotiva Zagreb) Intermediari dreapta - Ivana Petković (ŽRK Split) - Sandra Stojković (ŽRK Zamet Rijeka) Intermediari stânga - Nina Jukopila (RK Lipovac Vranjic) - Bernardica Vrkljan (Tvin Trgocentar) |

## Partide
Partidele s-au desfășurat pe durata a trei zile, între 8-10 noiembrie 2005, în Sala Sporturilor Horia Demian din Cluj. Prețul unui bilet de intrare a fost de 50.000 de lei vechi pentru o zi (două meciuri zi).
| 9 noiembrie 2005 16:00 | Croația | 33 - 32 | Slovacia | Sala Sporturilor Horia Demian, Cluj |
| 9 noiembrie 2005 16:00 | (16-17) |         |          | Sala Sporturilor Horia Demian, Cluj |
| 9 noiembrie 2005 16:00 |         |         |          | Sala Sporturilor Horia Demian, Cluj |

| 9 noiembrie 2005 18:00 | România                   | 32 - 24 | Azerbaidjan | Sala Sporturilor Horia Demian, Cluj Asistență: 800 Arbitri: Stark, Ștefan |
| 9 noiembrie 2005 18:00 | Cartaș, Gatzel, Meiroșu 5 | (17-12) | Ahromeeva 9 | Sala Sporturilor Horia Demian, Cluj Asistență: 800 Arbitri: Stark, Ștefan |
| 9 noiembrie 2005 18:00 |                           |         |             | Sala Sporturilor Horia Demian, Cluj Asistență: 800 Arbitri: Stark, Ștefan |

| 10 noiembrie 2005 16:00 | Azerbaidjan | 32 - 30 | Croația | Sala Sporturilor Horia Demian, Cluj |
| 10 noiembrie 2005 16:00 | (15-15)     |         |         | Sala Sporturilor Horia Demian, Cluj |
| 10 noiembrie 2005 16:00 |             |         |         | Sala Sporturilor Horia Demian, Cluj |

| 10 noiembrie 2005 18:00 | România  | 27 - 26 | Slovacia | Sala Sporturilor Horia Demian, Cluj |
| 10 noiembrie 2005 18:00 | Bîrsan 6 | (14-11) |          | Sala Sporturilor Horia Demian, Cluj |
| 10 noiembrie 2005 18:00 |          |         |          | Sala Sporturilor Horia Demian, Cluj |

| 11 noiembrie 2005 17:00 | Slovacia | 27 - 17 | Azerbaidjan | Sala Sporturilor Horia Demian, Cluj |
| 11 noiembrie 2005 17:00 | (16-10)  |         |             | Sala Sporturilor Horia Demian, Cluj |
| 11 noiembrie 2005 17:00 |          |         |             | Sala Sporturilor Horia Demian, Cluj |

| 11 noiembrie 2005 19:00 | România   | 44 - 25 | Croația | Sala Sporturilor Horia Demian, Cluj |
| 11 noiembrie 2005 19:00 | Elisei 13 | (23-10) |         | Sala Sporturilor Horia Demian, Cluj |
| 11 noiembrie 2005 19:00 |           |         |         | Sala Sporturilor Horia Demian, Cluj |

## Clasament și statistici
Ediția a 39-a a Trofeului Carpați pentru senioare a fost câștigată de reprezentativa României, care a terminat pe primul loc, cu 6 puncte din tot atâtea posibile.
| Echipa      | M | V | E | Î | GM  | GP  | G   | Pct |
| ----------- | - | - | - | - | --- | --- | --- | --- |
| România     | 3 | 3 | 0 | 0 | 103 | 75  | +28 | 6   |
| Slovacia    | 3 | 1 | 0 | 2 | 85  | 77  | +8  | 2   |
| Azerbaidjan | 3 | 1 | 0 | 2 | 73  | 89  | −16 | 2   |
| Croația     | 3 | 1 | 0 | 2 | 88  | 108 | −20 | 2   |

### Clasamentul final
|   | România     |
|   | Slovacia    |
|   | Azerbaidjan |
| 4 | Croația     |